# Ebelingia hubeiensis
Espèce
Synonymes
- Misumenops hubeiensis Song & Zhao, 1994

Ebelingia hubeiensis est une espèce d'araignées aranéomorphes de la famille des Thomisidae.

## Distribution
Cette espèce est endémique du Hubei en Chine,.

## Description
Le mâle mesure 3,89 mm et la femelle 4,53 mm.

## Étymologie
Son nom d'espèce, composé de hubei et du suffixe latin -ensis, « qui vit dans, qui habite », lui a été donné en référence au lieu de sa découverte, le Hubei.

## Publication originale
- Song & Zhao, 1994 : Four new species of crab spiders from China. Acta Arachnologica Sinica, vol. 3, no 2, p. 113-118.